# 特固斯瓦齊爾
特固斯瓦齐尔（?—?），喀尔喀蒙古赛音诺颜部人，博尔济吉特氏。清朝蒙古王公，第十二代赛音诺颜亲王。达延汗巴图蒙克、格哷森札札赉尔、图蒙肯后裔，赛音诺颜亲王车林端多布之子。
同治十一年（1872年）十二月癸酉，同治帝以故赛因诺颜镇国公车林端多布子特固斯瓦齐尔袭爵。光绪九年（1883年），特固斯瓦齐尔赛因诺颜札萨克亲王。袭封光绪二十年（1894年）十二月乙丑，特固斯瓦齊爾作为蒙古王公捐输军需，在甲午战争期间抵抗日本，赛因诺颜札萨克亲王特固斯瓦齐尔、车臣汗札萨克郡王多尔济帕拉穆赏用紫缰。光绪二十二年（1896年），其子那木囊苏伦袭封。子二人：邦当那木济勒、那木囊苏伦。